# Consiglio nazionale ebraico
Il Consiglio nazionale ebraico (in ebraico: ועד לאומי, Va'ad Le'umi), noto anche come Consiglio del popolo ebraico, era la principale istituzione esecutiva nazionale della comunità ebraica (Yishuv) all'interno della Palestina mandataria, responsabile dell'educazione, del governo locale, del benessere, della sicurezza e della difesa.

## Storia
Il Consiglio nazionale ebraico fu fondato nel 1920, lo stesso anno in cui furono fondati l'Histadrut e l'Haganah, al fine di condurre gli affari comunali ebraici. Il suo primo presidente fu il rabbino Abraham Isaac Kook. Gli affari comunali ebraici erano generalmente condotti attraverso una gerarchia di organizzazioni rappresentative, tra cui il Consiglio nazionale. Un'altra di queste organizzazioni era l'Assemblea dei rappresentanti, che contava trecento membri che sceglievano tra essi i membri del Consiglio nazionale.
I membri del Consiglio nazionale hanno anche partecipato alle riunioni del Consiglio sionista generale. L'organizzazione rappresentava quasi tutte le principali fazioni ebraiche, tuttavia alcuni gruppi minori inizialmente si opposero alla creazione di una leadership centralizzata. In particolare, Agudat Yisrael si unì solo nel 1935. Fu annunciato solo nel 1946 che gli ebrei sefarditi e i sionisti revisionisti avrebbero smesso di rifiutare di partecipare al Consiglio nazionale ebraico.

### Ruolo nella fondazione di Israele
Il dipartimento politico del Consiglio nazionale era responsabile delle relazioni con gli arabi, dei legami con l'Agenzia ebraica e dei negoziati con il governo britannico. Man mano che lo yishuv cresceva, il Consiglio nazionale ebraico adottò più funzioni, come l'istruzione, l'assistenza sanitaria e servizi del benessere, la difesa interna e le questioni di sicurezza, e organizzò il reclutamento presso le forze britanniche durante la seconda guerra mondiale. Negli anni '40 furono aggiunti dipartimenti di formazione fisica, della cultura, della stampa e dell'informazione.
Il rapporto della Commissione d'inchiesta anglo-americana pubblicato nel 1946 affermava:
Quando lo Stato di Israele fu istituito nel 1948, questa struttura dipartimentale serviva come base per i ministeri del governo. Il 2 marzo 1948, il Nuovo Consiglio ebraico:
Il 14 maggio 1948, (giorno di scadenza del mandato britannico), i suoi membri si riunirono al Museo d'arte di Tel Aviv e ratificarono il proclama dichiarando l'istituzione dello Stato di Israele. I membri del Consiglio nazionale ebraico formarono il governo provvisorio del nascente Stato di Israele.

## Dipartimenti
- Dipartimento politico
- Dipartimento dell'istruzione
- Dipartimento della salute
- Dipartimento delle comunità
- Rabbinato
- Dipartimento di previdenza sociale

## Presidenti
- 1920–1929 David Yellin
- 1929–1931 Pinhas Rutenberg
- 1939–1944 Yitzhak Ben-Zvi
- 1944–1948 David Remez